# The Magnus Archives
The Magnus Archives é um podcast fictício de terror, escrito por Jonathan Sims, dirigido por Alexander J. Newall e distribuido por Rusty Quill. Sims narra o podcast como personagem principal, Jonathan Sims, o novo Arquivista Chefe do Instituto Magnus de pesquisa paranormal, em Londres. Em 2018, BBC Sounds listou o programa como um dos maiores dramas britânicos, com uma grande fanbase no Tumblr, que trouxe boa parte do seu sucesso. Desde Abril de 2020, The Magnus Archives chegou a mais de 2.5 milhões de downloads por mês, aumentando para mais de 4 milhões de downloads por mês em Julho de 2020.

## Produção
O podcast é contado a partir de uma série de casos gravados, ou escritos e depois gravados, para uso em pesquisas dentro do Instituto Magnus. No começo de cada relato, a pessoa gravando - normalmente Jon, o arquivista chefe - dá uma breve descrição do relato e o nome da pessoa que contou o caso. Pessoas que dão ou gravam relatos no Instituto Magnus costumam entrando um estado de transe, como se revivendo o evento enquanto o narra.

## Elenco e personagens

### Elenco principal
- Jonathan Sims (apelidado de "Jonny") como Jonathan Sims (o Arquivista, apelidado de "Jon"), o Arquivista Chefe do Instituto Magnus, título que ele usa no começo de todas as gravações, encurtado para "o Arquivista" após o episódio 120, "Eye Contact". No começo, Jon é visto como rude, temperamental, e cético em relação ao paranormal e aos relatos; porém, com o avanço da série, Jon aceita que as histórias são reais, e se torna mais gentil e simpático. A partir de "Dewlling", ele está em um relacionamento com Martin Blackwood. Ele foi escrito como assexual, mas não se sabe como ele se rotularia, pois não é o tipo de pessoa que fala de seus sentimentos.[5]
- Alexander J. Newall como Martin Blackwood, um arquivista assistente no Instituto Magnus, que conseguiu o emprego mentindo sobre ter um diploma em parapsicologia. Ele é quieto e evita eventos sociais. A partir de "Dwelling", ele está em um relacionamento romântico com Jonathan Sims. Não se sabe sua sexualidade, mas ele sente atração por homens.
- Lottie Broomhall como Sasha James, uma arquivista assistente no Instituto Magnus, trabalhando principalmente com localização de arquivos que podem ser prova de casos. No episódio 40, "Human Remains", ela é substituída por uma entidade conhecida como 'Not-Sasha' (dublada por Evelyn Hewitt), que usa sua identidade em um corpo diferente, uma mudança óbvia para Melanie King, mas imperceptível para o resto do Instituto.
- Mike LeBeau como Timothy Stoker (apelidado de "Tim"), um arquivista assistente no Instituto Magnus, assumindo o cargo quando Jon foi promovido para arquivista chefe, tendo trabalhado junto com ele no departamento de pesquisa. Ele já esteve em relacionamentos com homens e mulheres, como foi revelado no episódio 3, "Across the Street", quando ele flerta com dois arquivistas. No começo da série, Tim é gentil e convencido, mas passa a ressentir sua posição no Instituto, de onde ele não pode ser demitido, e se torna cada vez mais cínico e agressivo em suas interações com seus colegas, principalmente Jon.
- Ben Meredith como Elias Bouchard/Jonah Magnus, o Diretor do Instituto Magnus. No começo da série ele desdenha de qualquer preocupação em relação a atividades paranormais dentro do Instituto, mas logo demonstra ter conhecimento sobre, e confessa ter retido informações propositalmente.
- Evelyn Hewitt como Not-Sasha, uma entidade paranormal que roubou a identidade de Sasha James. Quando não está trabalhando no lugar da Sasha, ela vive nos túneis abaixo do Instituto, e tem um papel importante ao atrair a atenção de Jon para as atividades paranormais dentro e abaixo do Instituto. Ela tem problemas com tecnologia, principalmente quando comparada com a Sasha original.
- Sue Sims como Gertrude Robinson, a Arquivista Chefe do Instituto antes de Jon. Jonathan Sims assumiu seu cargo após o desaparecimento de Gertrude em Março de 2015. Ela aparece em algumas gravações mais antigas, enquanto Jon e os assistentes estão tentando entender seu papel no Instituto. Ela é rude e muito séria com seu trabalho. As suas motivações reais são reveladas devagar, especialmente nas temporadas 3 e 4.
- Frank Voss como Basira Hussain, uma policial selecionada para trabalhar com casos 'estranhos'. Depois de responder a um caso ligado a um evento paranormal, ela precisa assinar a 'Seção 31', e fica cada vez mais envolvida com eventos paranormais, aparentemente ligados ao Instituto. No episódio 21, ela se envolve na investigação sobre uma morte no Instituto, e é presa nos mistérios do lugar.
- Fay Roberts como Alice Tonner (apelidada de "Daisy"), uma detetive selecionada para trabalhar em casos 'estranhos' pela 'Seção 31'. Ela é conhecida por usar força e seu próprio julgamento para resolver os casos.
- Lydia Nicholas como Melanie King, ex-host do programa Ghost Hunt UK, no Youtube. Após incidentes paranormais, ela é contratada para trabalhar no Instituto Magnus. A partir de "Rotten Core", ela está em um relacionamento com Georgie Barker.
- Sasha Sienna como Georgie Barker, host do podcast What the Ghost?, ela é incapaz de sentir medo. Ela tem um gato, o Admiral, e namorou Jonathan Sims quando ambos ainda estavam na universidade. A partir de "Rotten Core", ela está em um relacionamento com Melanie King.
- Alasdair Stuart como Peter Lukas, Capitão do Tundra e membro da família Lukas. Ele tem papel de antagonista, além de agir como Diretor Interino do Instituto na 4ª temporada.

### Elenco recorrente
- John Gracey como Gerard Keay (apelidado como "Gerry"), filho de Mary Keay, trabalhou com Gertrude Robinson depois que ela o resgatou de sua mãe. Ele é descrito tendo cabelo preto "mal pintado" e tatuagens de olhos em todas as suas juntas, assim como sobre o coração.
- Paul Sims como Jurgen Leitner, um colecionador de livros afetados pelas forças que o Instituto pesquisa. Ele se escondeu em 1994 depois de um incêndio em sua livraria, e passou a viver nos túneis abaixo do Instituto até a sua morte, assassinado com um cano no episódio 80, "The Librarian".
- Luke Booys como Michael, também conhecido como The Distortion, uma manifestação de um poder paranormal. Sua aparência é flexível, mas sua base é a aparência do antigo assistente de Gertrude Robinson, Michael Shelley, um homem alto de cabelo loiro e rosto redondo. The Distortion foi amarrado a Michael como parte de um ritual interrompido por Gertrude, e desde então tomou a aparência do assistente, distorcendo suas características e aparecendo magro e fraco, com mãos do tamanho do torso. Sua aparência real só pode ser vista por espelhos. Ele mora e é um domínio acessível apenas por uma porta, que deve ser invocada por ele mesmo. Suas presas são atraídas pela porta e presas em um labirinto impossível de escapar. Ele foi morto por e se tornou Helen no episódio 101, "Another Twist".
- Hannah Brankin como Jane Prentiss, uma mulher que costumava trabalhar como assistente em uma loja New Age, transformada em um ninho para larvas de vespas após encontrar um ninho em seu sótão. Prentiss infectou outras pessoas ao inserir larvas em sua pele, os matando ou transformando em ninhos. Ela foi morta nos arquivos e cremada.
- Imogen Harris como Helen Richardson, uma manifestação de um poder paranormal, substituindo Michael, que ocasionalmente ajuda ou atrapalha as atividades do Arquivo.
- Guy Kelly como Michael Crew, um avatar de uma força paranormal que conhece Jonathan Sims no episódio 91, "The Coming Storm". Ele tem uma cicatriz grande, no formato de uma figura de Lichtenberg, por ter sido atingido por um raio quando era criança.
- Jessica Law como Nikola Orsinov, um manequim de plástico que já foi Joseph Grimaldi. Orsinov serve a um poder paranormal, que ela tenta evocar no episódio 119, "Stranger and Stranger".
- Hannah Walker como Jude Perry, um membro de The Cult of the Lightless Flame, um grupo dedicado a destruição e sofrimento, que encontra Jonathan Sims no episódio 89, "Twice as Bright".
- Russell Smith como Oliver Banks, uma entidade da morte capaz de ver a força vital das pessoas no formato de veias vermelhas e prever mortes.

## Plot
O podcast é apresentado como uma antologia de terror, acompanhando os esforços de Jonathan Sims, Arquivista Chefe do Instituto Magnus, para gravar em fita casos de eventos paranormais que foram impossíveis de gravar em métodos mais modernos. Durante as 5 temporadas, um enredo mais complexo é revelado, mostrando a real natureza do Instituto Magnus, seu diretor, Elias Bouchard, e dos eventos paranormais nos casos gravados.

### 1ª Temporada
A 1ª temporada de The Magnus Archives foi ao ar de 24 de Março de 2016 até 13 de Outubro de 2016.
O epónimo Jonathan Sims assumiu o cargo de novo Arquivista Chefe do Instituto Magnus, tendo seu predecessor Gertrude Robinson desaparecido, considerada morta. Enquanto ele tenta digitalizar os casos paranormais, ele descobre que alguns casos só podem ser gravados em fita cassete. Nesses casos existem menções de livros paranormais, referidos sempre como "Leitners", muitos deles vindos de uma livraria que pertenceu a um homem chamado Jurgen Leitner. Ele também grava casos direto dos participantes do evento, incluindo Melanie King, uma investigadora paranormal host do canal de YouTube "Ghost Hunt UK".
No começo, Jon é cético de eventos paranormais, mas rapidamente começa a descobrir conexões entre os casos, sugerindo que as forças paranormais e horrores descritos são reais. Vários personagens tem aparições acidentais nas gravações, como o diretor do Instituto, Elias Bouchard, e a equipe dos arquivos, Martin Blackwood, Tim Stoker, e Sasha James. Sasha relata um caso sobre a entidade paranormal chamada Michael, qu parece ser um pouco mais benevolente que outras entidades.
O conflito final envolve uma mulher chamada  Jane Prentiss; que virou o host para larvas parasitas que tem como objetivo atacar membros dos arquivos; atacando Martin, e eventualmente os Arquivos. No caos do ataque, Sasha morre nas mãos de outra entidade, mas sua morte passa despercebida, pois a entidade assume sua identidade. O corpo de Gertrude Robinson, a antiga Arquivista Chefe, também é encontrado nos túneis abaixo do instituto, com três buracos de bala.

### 2ª Temporada
A 2ª temporada de The Magnus Archives foi ao ar de 1 de Dezembro de 2016 até 31 de Agosto de 2017.
Após o ataque e morte de Prentiss, Jon se torna cada vez mais paranóico. Ele se convence que existe uma grande conspiração por trás do assassinato de Gertrude Robinson, e passa a trabalhar na investigação junto com a polícia, principalmente com a policial Basira Hussain. Jon começa a explorar os túneis abaixo dos Arquivos, convencido que alguém está vivendo lá. Os outros funcionários dos Arquivos passam a se preocupar com a segurança e sanidade de Jon. Ele continua a desconfiar e investigar seus colegas, ao ponto de perseguir alguns dos funcionários, piorando cada vez mais a situação, principalmente com Tim. Martin se mostra mais preocupado que irritado com as ações de Jon.
Após ouvir o caso de uma mulher chamada Helen Richardson, uma corretora de imóveis que diz estar sendo aterrorizada por uma entidade paranormal, Jon é confrontando por essa entidade, Michael. Michael sugere a interferência de forças muito maiores, e confirma que Sasha está "mentindo para ele", antes de desaparecer com Helen.
Jon continua a investigação nos túneis, encontrando evidência de Sasha e um homem desconhecido entrando no lugar.
Depois, Melanie volta ao Instituto, dizendo que sua equipe do YouTube foi desfeita. Ela e Jon discutem que a mulher chamada Sasha "não é Sasha", porque Melanie não reconhece a mulher que chamam de Sasha James. Isso aumenta as suspeitas de Jon, particularmente depois de encontrar mais casos sobre um ser estranho chamado "NotThem", que pode usar uma mesa para substituir pessoas. Jon decide destruir a mesa, e acaba libertando a criatura que estava imitando Sasha, antes de ser perseguido até os túneis do Instituto por ela. Ele é salvo pelo homem que foi visto nos túneis, que se apresenta como Jurgen Leitner, o dono da livraria paranormal que aparece em vários casos. Os dois voltam para o escritório de Jon, onde Leitner explica que ele estava escondido nos túneis desde a destruição da livraria em 1994, afugentando monstros e pessoas que estão atrás dele. Ele explica o que sabe das entidades por trás dos livros (e criaturas como "Michael" e "NotThem"): elas são manifestações de entidades enormes e poderosas, baseadas em medos primitivos que existem fora da percepção humana. Ele também diz que acha que o Diretor do Instituto, Elias, é a pessoa que matou Gertrude. Ele e Gertrude estavam trabalhando juntos para destruir o Instituto, que é a representação do poder de uma das entidades, conhecida como The Eye.
Jon sai do escritório, sobrecarregado com as revelações. Elias entra no lugar, surpresa mas satisfeito em descobrir a pessoas que estava trabalhando com Gertrude. Elias assassina Leitner com um cano de metal e sai, não querendo deixar nenhuma pista. Quando Jon volta, ele imediatamente foge. O corpo de Leitner é descoberto por Tim e Martin.

### 3ª Temporada
A 3ª temporada de The Magnus Archives foi ao ar de 23 de Novembro de 2017 até 27 de Setembro de 2018.
Jon, suspeito no assassinato de sua antecessora e de Leitner, foge do Instituto. Tim e Martin tem problemas para resistir após o desaparecimento de Sasha. Melanie, recentemente contratada, começa a agir de modo cada vez mais instável, e os funcionários dos Arquivos percebem que estão envolvidos demais com o lugar para saírem, e que não conseguem fazê-lo mesmo antes de todos os problemas.
Sendo procurado pela polícia e por entidades, Jon se esconde para impedir ser sequestrado por um circo sobrenatural, antes de viajar o mundo tentando juntar informações que Gertrude deixou sobre um evento chamado "Unknowing". Jon descobre que o Unknowing é um ritual para trazer a entidade "The Stranger" para o seu mundo. No final da temporada, Tim morre em uma explosão ao tentar parar o Unknowing.

### 4ª Temporada
A 4ª temporada de The Magnus Archives foi ao ar de 10 de Janeiro de 2019 até 31 de Outubro de 2019.
Jon, após ser colocado em coma pelo Unknowing, acorda e passa a se chamar de "The Archivist". O Arquivista volta aos Arquivos para uma mudança nos funcionários do lugar, com Tim morto nos eventos do Unknowing, no qual ele se sacrificou.
O Arquivista passa a se preocupar com Martin e seu relacionamento com o novo Diretor do Instituto, e descobre que Martin passou a trabalhar com Lukas para parar um novo poder paranormal, the Extinction, de atingir o ápice de seu poder. Com o tempo, Martin revela saber que Lukas estava o manipulando, e que Martin também estava manipulando-o. Lukas, enfurecido, joga Martin em um lugar chamado The Lonely. Jon resgata Martin, e eles deixam o Lonely juntos. Eles vão morar na Escócia por um tempo. Enquanto tentava ler um caso, Jon acidentalmente começa um ritual que Jonah Magnus disfarçou como um relato. Ele abre a porta e encontra as 14 entidades completamente manifestadas no mundo, começando o apocalipse. Martin volta com um olhar de puro horror.

### 5ª Temporada
A 5ª temporada de The Magnus Archives foi ao ar de 1 de Abril de 2020 até 25 de Março de 2021.
A temporada foi dividida em três atos devido aos atrasos de produção causados pela pandemia de COVID-19.
O segundo ato da temporada começa com o episódio 177, "Wonderland". Nele, Jon e Martin encontram Basira, que está caçando Daisy. Jon percebe que ele pode controlar seus novos poderes, e Basira e Martin descobrem que foi Jon que fez o mundo ser dominado pelos medos. Jon e Martin voltam para London e encontram Melanie e Georgie Barker, ex namorada de Jon e atual namorada de Melanie. Annabelle Cane, um avatar de The Web, ou do medo da manipulação, explica para Martin que existe uma possibilidade de mandar as entidades para outras dimensões por causa de uma fenda criada por The Web em Hill Top Road. Ela revela que o Arquivista foi criado por The Web, marcando o Jon desde criança e o guiando, usando as fitas para criar uma teia. Ela explica que se o plano funcionar, o mundo voltará ao normal, e os universos que forem afetados pelas entidades serão igual ao mundo antes do apocalipse, exigindo que as entidades se manifestem por avatares. Basira pergunta como isso aconteceria, e Annabelle diz que eles precisam destruir o Pan-óptico e o pupilo de The Eye ao mesmo tempo, assim as fitas se tornariam uma âncora e arrastariam as entidades pela fenda. Eles planejam incendiar a câmara de gás abaixo do Instituto Magnus, com o objetivo de explodir o Pan-óptico. Jon mata Jonah Magnus no local. Martin aparece, tentando impedir Jon de matar Jonah, mas chega tarde. Os outros destroem o Instituto Magnus, causando dores severas a Jon. Ele manda Martin ir embora, mas Martin se recusa a sair sem ele. Então Jon diz que Martin deve matá-lo, concluindo o plano e salvando o mundo. Eles se beijam. Martin pega uma faca e esfaqueia Jon, e a gravação para. Depois, já no mundo restaurado, Basira, Melanie e Georgia estão entre os destroços do Instituto. Basira se surpreende ao encontrar uma fita que ainda funciona. Jon e Martin não foram encontrados. MAG 200 termina com Melanie e Georgie andando para longe da gravação, enquanto Basira fala com quem estiver escutando e o deseja boa sorte.
No dia 1 de Abril de 2020, entusiasmo pelo lançamento do primeiro episódio fez com que o Patreon saísse do ar, temporariamente.

## Recepção crítica
The Magnus Archives foi elogiado por críticos, tendo o longo desenvolvimento do enredo e a atuação de Jonatham Sims recebendo muitos elogios. The Magnus Archives apareceu em muitas listas de Top Horror Podcast e Top Fiction lists, em publicações como The A.V. Club, GamesRadar, Cosmopolitan, e The Verge, desde 2016.

## Prémios e nominações
- 2019 Discover Pod Awards – Audio Drama or Fiction Podcast[33]
- 2019 Audio Verse Awards – Writing of an Audio Play Production – Jonathan Sims[34]
- 2019 Audio Verse Awards – Vocal Direction of a Production – Alexander J. Newall[34]
- 2019 Audio Verse Awards – Performance of a Leading Role in an Audio Play Production – Jonathan Sims as Jonathan Sims[34]
- 2019 Audio Verse Awards – Performance of a Supporting Role in an Audio Play Production – Alexander J Newall as Martin Blackwood[34]
- 2019 Audio Verse Awards – Audio Play Production[34]
- 2019 This Is Horror Awards – Runner Up – Fiction Podcast of The Year[35]
- 2020 Audio Verse Awards – Action Sound Design in a Production – Elizabeth Moffatt[36]
- 2020 Audio Verse Awards – Environment Sound Design in a Production – Elizabeth Moffatt[36]
- 2020 Audio Verse Awards – Writing of an Audio Play Production – Jonathan Sims[36]
- 2020 Audio Verse Awards – Vocal Direction of a Production – Alexander J. Newall[36]
- 2020 Audio Verse Awards – Performance of a Supporting Role in an Audio Play Production – Alasdair Stuart as Peter Lukas[36]
- 2020 Audio Verse Awards – Performance of a Supporting Role in an Audio Play Production – Alexander J. Newall as Martin K. Blackwood[36]
- 2020 Audio Verse Awards – Performance of a Leading Role in an Audio Play Production – Jonathan Sims as Jonathan Sims (The Archivist)[36]
- 2020 Audio Verse Awards – Cover Art for a Production – Anika Khan[36]
- 2020 Audio Verse Awards – Audio Play Production[36]
- 2021 British Fantasy Awards - Best Audio[37]